# Cuori in volo
Cuori in volo (Flying Home) è un film del 2014 diretto da Dominique Deruddere.

## Trama
Colin Montgomery è un giovane ragazzo ambizioso che lavora nella finanza. Dopo la conclusione di un contratto gli viene affidato il compito di convincere lo sceicco Abdullah Nayed a rivedere il suo investimento nella compagnia per cui Colin lavora, la WFG. Dopo una conversazione con lo sceicco Colin capisce che per convincerlo deve procurarsi un piccione molto ambito di nome Wittekop, così vola nelle Fiandre, dove si trova l'animale.
Caso vuole che un vecchio antenato di Colin è morto proprio in questi posti durante la prima guerra mondiale. Colin raccoglie ogni informazione sul proprietario del piccione, Jos Pauwels, vedovo, che vive con la nipote Isabelle. Colin decide di presentarsi come un professore, Colin Evans, e cercare di fare amicizia con queste persone con la scusa di voler rintracciare la tomba del suo antenato.
Viene alloggiato nella casa del parroco del paese ed in seguito incontra Isabelle, che lavora in un pub durante l'estate, e fa amicizia con lei. Isabelle aiuta Colin a setacciare i cimiteri in cerca della tomba e poi lo porta a conoscere suo nonno Jos al Club dei piccioni dove Colin vede Wittekop.
Isabelle mostra a Colin la casa dove viveva con i genitori e racconta che alla morte del padre la madre si è trasferita in Olanda e lei è rimasta col nonno..qualche tempo prima una ditta di costruzioni voleva costruire lì un complesso residenziale ma è rimasta senza fondi. Colin fa delle ricerche e scopre il nome dell'impresa di costruzioni chiedendo un incontro con l'amministratore delegato e prenota il volo di ritorno.
Il giorno dopo Colin scopre che il padre di Isabelle è morto poco prima che lui e Jos partecipassero alla gara di Barcellona, la stessa a cui lo sceicco vorrebbe partecipare. Colin raggiunge Jos nella piccionaia e mentre parlano torna Wittekop.
Nel pomeriggio Colin raggiunge la ditta di costruzioni a Bruges e poi raggiunge Isabelle ad una festa per la raccolta fondi a favore della banda del paese e finisce in una rissa. Tornati a casa i due si baciano.
Colin ed Isabelle si danno appuntamento per il giorno dopo. Colin riceve una telefonata dal capo che lo informa che lo sceicco è disposto ad aumentare il capitale d'investimento e che Colin deve chiudere l'affare e rientrare in America. Colin va a casa di Jos per scoprire le carte e gli rivela chi è in realtà e che se non venderà Wittekop allo sceicco la WFG finanzierà la ditta di costruzioni e la casa a cui Isabelle è tanto legata finirà distrutta. Jos messo al muro è costretto a vendere Wittekop ma fa promettere a Colin di non dire nulla a Isabelle e a nessun altro e lui dirà che Wittekop si è perso durante l'addestramento.
Colin torna America senza salutare Isabelle. Va a trovare i genitori ma durante il pranzo i suoi problemi con il padre emergono. Mentre Colin si trova in soffitta a guardare vecchie foto il padre lo raggiunge e insieme trovano una foto del bisnonno di Colin, quello disperso in Belgio, e una lettera nascosta indirizzata alla bisnonna di Colin.
Colin decide di ritornare nelle Fiandre. Mostra la foto al prete il quale crede che dalla foto possano risalire al reggimento d'appartenenza. Il prete e Martha, la governante, raccontano a Colin che Wittekop è scomparso e Jos è distrutto dal dolore. Colin va al pub dove lavora Isabelle ma lei lo caccia via. Il giorno dopo Colin va da Jos dicendogli che vuole dire la verità a Isabelle e che vuole rimettere le cose a posto ma Jos gli ricorda la promessa e gli chiede di riportargli Wittekop.
Colin parla con Martha che gli rivela il motivo per cui Wittekop è così importante per Jos: Wittekop è un soprannome, vuol dire "il Fiammingo", stesso soprannome che aveva il figlio di Jos e Wittekop è stato il primo piccione a nascere dopo la sua morte e quindi Colin capisce il legame tra Jos e il piccione. Nel frattempo inizia la Gara Internazionale di Barcellona a cui Wittekop partecipa. Jos racconta la verità a Isabelle. 
Colin raggiunge lo sceicco e cerca in tutti i modi di far sì che egli ripensi all'affare chiedendogli che restituisca Wittekop al legittimo proprietario. Durante una discussione Colin rivela come con l'inganno è riuscito a incastrare Jos e lo sceicco lo caccia. Nel frattempo il parroco rivela a Isabelle di aver trovato le informazioni sul bisnonno di Colin e di essere certo di sapere dove si trova la sua tomba.
Colin torna in Belgio e il parroco gli rivela di aver trovato la tomba del suo bisnonno raccontandogli la storia di Cher Ami un piccione che durante la Grande guerra salvò la vita a moltissimi soldati e alla sua morte venne data disposizione in Belgio di costruire un monumento in suo onore in un cimitero lì vicino e il parroco è convinto che la tomba si trovi in quel cimitero. A casa di Jos arriva lo sceicco che rivela a Jos e Isabelle che Wittekop sta gareggiando nella gara di Barcellona e che Colin è stato da lui e gli ha chiesto di restituire il piccione. Isabelle corre a cercare Colin, il parroco le dice che Colin sarebbe passato dalla tomba del bisnonno e poi sarebbe tornato a New York. Isabelle si precipita alla tomba trova Colin, i due si abbracciano e si baciano. Wittekop torna alla piccionaia di Jos alla presenza dello sceicco che propone a Jos di lavorare insieme e gli garantisce che il piccione potrà rimanere con lui.